# Кочак-Туруново
Коча́к-Ту́руново (чув. Кочак Тăрăн) — деревня в Чебоксарском районе Чувашской Республики Российской Федерации. Входит в состав Чиршкасинского сельского поселения.

## География
Находится в северной части региона,  в пределах Чувашского плато, в зоне хвойно-широколиственных лесов,  на расстоянии примерно 30 км к юго-юго-западу от города Чебоксары и 6 км к юго-востоку от деревни Чиршкасы.

### Климат
Климат характеризуется как умеренно континентальный, с умеренно морозной зимой и тёплым летом. Среднегодовая температура воздуха — 2,9 °С. Средняя температура воздуха самого тёплого месяца (июля) — 16,5 — 19,5 °C (абсолютный максимум — 37 °C); самого холодного (января) — −13 °C (абсолютный минимум — −44 °C). Среднегодовое количество осадков составляет около 513 мм, из которых 70 % выпадает в тёплый период.

## Топоним
Историческое название деревни — Качаков. С 1917 по 1927 год носила название Кочаки.

## История
В 1931 году был образован колхоз им. Молотова.
С 2010 функционирует СХПК «Туруновский».

## Население
| 2010 | 2012 |
| ---- | ---- |
| 33   | ↗35  |

## Инфраструктура
Личное подсобное хозяйство.
Основа экономики — сельское хозяйство.

## Транспорт
Просёлочные дороги.